# Felicity (televisieserie)
Felicity is een Amerikaanse televisieserie over de ervaringen van Felicity Porter tijdens haar jaren aan de Universiteit van New York.
De serie was ontworpen door J.J. Abrams (Alias en Lost) en Matt Reeves en duurde van 1998 tot 2002.

## Rolverdeling
- Keri Russell - Felicity Porter
- Scott Foley - Noel Crane
- Scott Speedman - Ben Covington
- Tangi Miller - Elena Tyler
- Greg Grunberg - Sean Blumberg
- Amanda Foreman - Meghan Rotundi
- Amy Jo Johnson - Julie Emrick
- Ian Gomez - Javier Clemente Quintata
- Rob Benedict - Richard Coad
- Donald Faison - Tracy

## Afleveringen

### Seizoen 1
| Nr. | Titel aflevering     | Uitzenddatum VS   |
| --- | -------------------- | ----------------- |
| 1   | Pilot                | 29 september 1998 |
| 2   | The Last Stand       | 6 oktober 1998    |
| 3   | Hot Objects          | 13 oktober 1998   |
| 4   | Boggied              | 20 oktober 1998   |
| 5   | Spooked              | 27 oktober 1998   |
| 6   | Cheating             | 3 november 1998   |
| 7   | Drawing the Line (1) | 10 november 1998  |
| 8   | Drawing the Line (2) | 17 november 1998  |
| 9   | Thanksgiving         | 24 november 1998  |
| 10  | Finally              | 15 december 1998  |
| 11  | Gimme an O!          | 19 januari 1999   |
| 12  | Friends              | 26 januari 1999   |
| 13  | Todd Mulcahy (1)     | 9 februari 1999   |
| 14  | Todd Mulcahy (2)     | 16 februari 1999  |
| 15  | Love and Marriage    | 23 februari 1999  |
| 16  | The Fugue            | 2 maart 1999      |
| 17  | Assassins            | 20 april 1999     |
| 18  | Happy Birthday       | 27 april 1999     |
| 19  | Docuventary          | 4 mei 1999        |
| 20  | Connections          | 11 mei 1999       |
| 21  | The Force            | 18 mei 1999       |
| 22  | Felicity Was Here    | 25 mei 1999       |

### Seizoen 2
| Nr. | Titel aflevering          | Uitzenddatum VS   |
| --- | ------------------------- | ----------------- |
| 1   | Sophomoric                | 26 september 1999 |
| 2   | The List                  | 3 oktober 1999    |
| 3   | Ancient History           | 10 oktober 1999   |
| 4   | The Depths                | 17 oktober 1999   |
| 5   | Crash                     | 24 oktober 1999   |
| 6   | The Love Bug              | 7 november 1999   |
| 7   | Getting Lucky             | 14 november 1999  |
| 8   | Family Affairs            | 21 november 1999  |
| 9   | Portraits                 | 19 december 1999  |
| 10  | Great Expectations (1)    | 16 januari 2000   |
| 11  | Help for the Lovelorn     | 23 januari 2000   |
| 12  | The Slump                 | 6 februari 2000   |
| 13  | Truth or Consequences     | 13 februari 2000  |
| 14  | True Colors               | 20 februari 2000  |
| 15  | Things Change             | 27 februari 2000  |
| 16  | Revolutions               | 5 april 2000      |
| 17  | Docuventary II            | 12 april 2000     |
| 18  | Party Lines               | 19 april 2000     |
| 19  | Running Mates             | 26 april 2000     |
| 20  | Ben Was Here              | 3 mei 2000        |
| 21  | The Aretha Theory         | 10 mei 2000       |
| 22  | Final Answer              | 17 mei 2000       |
| 23  | The Biggest Deal There Is | 24 mei 2000       |

### Seizoen 3
| Nr. | Titel aflevering              | Uitzenddatum VS  |
| --- | ----------------------------- | ---------------- |
| 1   | The Christening               | 4 oktober 2000   |
| 2   | The Anti-Natalie Intervention | 11 oktober 2000  |
| 3   | Hello, I Must Be Going        | 18 oktober 2000  |
| 4   | Greeks and Geeks              | 25 oktober 2000  |
| 5   | Surprise                      | 1 november 2000  |
| 6   | One Ball, Two Strikes         | 8 november 2000  |
| 7   | Kissing Mr. Covington         | 15 november 2000 |
| 8   | A Good Egg                    | 22 november 2000 |
| 9   | James and the Giant Piece     | 29 november 2000 |
| 10  | Final Touches                 | 6 december 2000  |
| 11  | And to All a Good Night       | 13 december 2000 |
| 12  | Girlfight                     | 18 april 2001    |
| 13  | Blackout                      | 25 april 2001    |
| 14  | The Break-Up Kit              | 2 mei 2001       |
| 15  | Senioritis                    | 9 mei 2001       |
| 16  | It's Raining Men              | 16 mei 2001      |
| 17  | The Last Summer Ever          | 23 mei 2001      |

### Seizoen 4
| Nr. | Titel aflevering         | Uitzenddatum VS  |
| --- | ------------------------ | ---------------- |
| 1   | The Declaration          | 10 oktober 2001  |
| 2   | My Best Friend's Wedding | 17 oktober 2001  |
| 3   | Your Money or Your Wife  | 24 oktober 2001  |
| 4   | Miss Conception          | 31 oktober 2001  |
| 5   | Boooz                    | 7 november 2001  |
| 6   | Oops...Noel Did It Again | 14 november 2001 |
| 7   | The Storm                | 21 november 2001 |
| 8   | The Last Thanksgiving    | 28 november 2001 |
| 9   | Moving On                | 5 december 2001  |
| 10  | Fire                     | 12 december 2001 |
| 11  | A Perfect Match          | 19 december 2001 |
| 12  | Future Shock             | 20 maart 2002    |
| 13  | Kiss and Tell            | 27 maart 2002    |
| 14  | Raising Arizona          | 3 april 2002     |
| 15  | The Paper Chase          | 10 april 2002    |
| 16  | Ben Don't Leave          | 17 april 2002    |
| 17  | The Graduate             | 24 april 2002    |
| 18  | Time Will Tell           | 1 mei 2002       |
| 19  | The Power of the Ex      | 8 mei 2002       |
| 20  | Spin the Bottle          | 15 mei 2002      |
| 21  | Felicity Interrupted     | 22 mei 2002      |
| 22  | Back to the Future       | 22 mei 2002      |